# Psychoda savaiiensis
Psychoda savaiiensis és una espècie d'insecte dípter pertanyent a la família dels psicòdids.

## Descripció
- Femella: antenes amb 15 artells (el núm. 14 fusionat amb el 13) i de 0,65-0,85 mm de longitud, i ales d'1,13-1,52 mm de llargada i 0,45-0,62 d'amplada.
- Mascle: antenes de 0,86-1,14 mm de llargària i ales de 0,98-1,36 mm de llargària i 0,41-0,56 d'amplada.[4]

## Distribució geogràfica
És una espècie cosmopolita a les regions tropicals: les illes Filipines (Luzon, Negros i Mindanao), l'Índia, les illes Ryukyu, Taiwan, Borneo, Malàisia, Nova Guinea, les illes Cook, Samoa, Fiji, la Micronèsia, Salomó, les illes Hawaii i Amèrica (els Estats Units -Florida-, Mèxic, Colòmbia, el Brasil, Puerto Rico, l'illa de Trinitat, Nicaragua -el departament de Zelaya-, Saint Lucia, Panamà, les illes Galápagos -des de l'any 1985- i Costa Rica).

## Observacions
Hom creu que la seua àmplia distribució geogràfica és deguda a les activitats comercials humanes.